# Liste der Mitglieder des Landtages (Land Thüringen) (3. Wahlperiode)
Diese Liste gibt einen Überblick über alle Mitglieder des Landtages des Landes Thüringen in der 3. Wahlperiode (1924–1927). Die Wahl fand am 10. Februar 1924 statt, die Wahlbeteiligung betrug 89,40 %.

## Sitzverteilung
| Partei oder Wahlliste | Stimmenanteil in % | Sitze    | Veränderung (Sitze) |
| --- | ------------------ | -------- | ------------------- |
| Thüringer Ordnungsbund (ThLB, DVP, DNVP, DDP, Vaterländischer Verband, Beamtenvertreter, Hausbesitzer, Wirtschaftler, Zentrum) | 48,02 %            | 35 Sitze | + 35 Sitze          |
| SPD | 23,14 %            | 17 Sitze | + 4 Sitze           |
| Liste der Kommunisten (KPD) | 18,44 %            | 13 Sitze | + 7 Sitze           |
| Vereinigte Völkische Liste (DVFB)                                                                                              | 9,26 %             | 7 Sitze  | + 7 Sitze           |

## Landtagsvorstand
- Landtagspräsident: Erich Wernick (Ordnungsbund (ThLB))
- 1. Vizepräsident: Hermann Leber (SPD) bis 11. Juli 1924, Kurt Geier (Ordnungsbund (DVP)) ab 17. Juli 1924
- 2. Vizepräsident: Kurt Geier (Ordnungsbund (DVP)) bis 17. Juli 1924, Carl Kien (Ordnungsbund (DNVP)) ab 17. Juli 1924
- Alterspräsident: Eduard Rosenthal (Ordnungsbund (DDP))

## Mitglieder
| Name                          | Lebensdaten | Wahlvorschlag (Partei) | Wahlkreis           | Anmerkungen |
| ----------------------------- | ----------- | ---------------------- | ------------------- | --- |
| Fritz Bauer                   | 1898–1968   | Ordnungsbund (ThLB)    | 4                   | |
| Theodor Bauer                 | 1858–1944   | Ordnungsbund (DVP)     | 1                   | |
| Erwin Baum                    | 1868–1950   | Ordnungsbund (ThLB)    | 1                   | |
| Hans Beck                     | 1894–1937   | KPD                    | Landeswahlvorschlag | |
| Bruno Bieligk                 | 1889–1969   | SPD                    | 4                   | |
| Hermann Bischoff              | 1875–1959   | KPD                    | 4                   | |
| Alfred Bochert                | 1887–1975   | KPD                    | 4                   | |
| Julius Böckelmann             | 1875–1940   | Ordnungsbund (ThLB)    | 1                   | |
| Curt Böhme                    | 1889–1968   | SPD                    | 1                   | |
| Karl Breitenstein             | 1888–1961   | Ordnungsbund (ThLB)    | 1                   | |
| Hermann Brill                 | 1895–1959   | SPD                    | 1                   | |
| Hugo Brömmer                  | 1895–1978   | KPD                    | 4                   | |
| Artur Dinter                  | 1876–1948   | Deutschvölkische       | 2                   | Ende 1924 aus der Völkischen Fraktion ausgeschlossen, Ende 1925 Mitglied der NSDAP-Fraktion                                                                 |
| Friedrich von Eichel-Streiber | 1876–1943   | Ordnungsbund (DNVP)    | 3                   | |
| Otto Engert (-Gentsch)        | 1895–1945   | KPD                    | 2                   | nachgerückt am 1. September 1924 für Karl Korsch |
| Richard Eyermann              | 1898–1971   | KPD                    | 3                   | nachgerückt am 15. Oktober 1924 für Theodor Neubauer |
| Paul Fischer                  | 1894–1979   | KPD                    | 2                   | |
| Hermann Focke                 | 1865–1951   | Ordnungsbund (ThLB)    | 2                   | |
| Richard Franz                 | 1886–1962   | SPD                    | 2                   | |
| August Frölich                | 1877–1966   | SPD                    | 2                   | |
| Kurt Geier                    | 1879–1950   | Ordnungsbund (DVP)     | 2                   | |
| Otto Geithner                 | 1876–1948   | KPD                    | 4                   | im Frühjahr 1926 aus der KPD-Fraktion ausgeschlossen, ab 1926 Mitglied der Kommunistischen Arbeitsgemeinschaft                                              |
| Max Robert Gerstenhauer       | 1873–1940   | Ordnungsbund (ThLB)    | 3                   | |
| Albert Gottschalk             | 1858–1940   | Ordnungsbund (ThLB)    | 1                   | |
| Max Greil                     | 1877–1939   | SPD                    | 2                   | |
| Alfred Grötzsch               | 1860–1945   | Ordnungsbund (DVP)     | 2                   | |
| Hermann Gründler              | 1897–1973   | SPD                    | 2                   | |
| Emil Hartmann                 | 1868–1942   | SPD                    | 4                   | |
| Karl Hartmann                 | 1885–1959   | SPD                    | Landeswahlvorschlag | |
| Paul Hennicke                 | 1883–1967   | Deutschvölkische       | 4                   | nach Spaltung der Völkischen Fraktion im Sommer 1925 Hospitant der DVFB-Fraktion                                                                            |
| Emil Herfurth                 | 1877–1951   | Ordnungsbund (DNVP)    | 1                   | |
| Karl Hermann                  | 1885–1973   | SPD                    | 3                   | |
| Max Heyn                      | 1874–1963   | Ordnungsbund (ThLB)    | 4                   | |
| Ernst Höfer                   | 1879–1931   | Ordnungsbund (ThLB)    | 3                   | |
| Ernst Hoffmeister             | 1866–1933   | Ordnungsbund (DVP)     | 3                   | |
| Kurt Hubl                     | 1893–1967   | Ordnungsbund (DNVP)    | 2                   | |
| Richard Kahnt                 | 1871–n.e.   | SPD                    | 2                   | |
| Carl Kien                     | 1869–1943   | Ordnungsbund (DNVP)    | 2                   | |
| Paul Kieß                     | 1894–1941   | SPD                    | 1                   | |
| Karl Knauer                   | 1872–1951   | SPD                    | 3                   | |
| Friedrich Knittel             | 1877–1933   | Ordnungsbund (DVP)     | 3                   | |
| Karl Korsch                   | 1886–1961   | KPD                    | 2                   | Mandat niedergelegt am 31. Juli 1924 (Nachfolger: Otto Engert)                                                                                              |
| Louis Krause                  | 1873–1961   | Ordnungsbund (DNVP)    | 1                   | ab ca. 1926 Hospitant der ThLB-Fraktion |
| Herman Anders Krüger          | 1871–1945   | Ordnungsbund (DDP)     | 4                   | |
| Hugo Kühn                     | 1878–1935   | Ordnungsbund (DDP)     | 2                   | wahrscheinlich nur Hospitant der DDP-Fraktion |
| Paul Lärtz                    | 1885–1967   | SPD                    | 3                   | |
| Hermann Leber                 | 1860–1940   | SPD                    | 1                   | |
| Karl Linkmann                 | 1873–1935   | Ordnungsbund (DVP)     | 1                   | |
| Willy Marschler               | 1893–1952   | Deutschvölkische       | Landeswahlvorschlag | nach Spaltung der Völkischen Fraktion im Sommer 1925 nicht Mitglied der DVFB-Fraktion, ab Ende 1925 Mitglied der NSDAP-Fraktion                             |
| Leonhard Moog                 | 1882–1962   | Ordnungsbund (DDP)     | 1                   | nachgerückt am 28. Februar 1925 für Eduard Rosenthal |
| Theodor Neubauer              | 1890–1945   | KPD                    | 3                   | Mandat niedergelegt am 10. September 1924 (Nachfolger: Richard Eyermann)                                                                                    |
| Martin Otto                   | 1874–1959   | Ordnungsbund (DNVP)    | 4                   | |
| Walther Plouda                | 1877–1954   | Ordnungsbund (DVP)     | 4                   | |
| Julius Pölkow                 | 1866–1926   | Deutschvölkische       | Landeswahlvorschlag | nach Spaltung der Völkischen Fraktion im Sommer 1925 Mitglied und Vorsitzender der DVFB-Fraktion, verstorben am 15. Mai 1926 (Nachfolger: Bernhard Schauen) |
| Ernst Reinhold                | 1868–1935   | Ordnungsbund (DVP)     | 2                   | |
| Louis Rennert                 | 1880–1944   | SPD                    | 3                   | |
| Erwin Röhrig                  | 1884–1966   | Deutschvölkische       | 3                   | nach Spaltung der Völkischen Fraktion im Sommer 1925 Mitglied der DVFB-Fraktion                                                                             |
| Eduard Rosenthal              | 1853–1926   | Ordnungsbund (DDP)     | 1                   | Mandat niedergelegt am 12. Februar 1925 (Nachfolger: Leonhard Moog)                                                                                         |
| Emma Sachse                   | 1887–1965   | SPD                    | 2                   | |
| Gustav Schaaf                 | 1882–1967   | Ordnungsbund (DNVP)    | 4                   | |
| Bernhard Schauen              | 1896–1975   | Deutschvölkische       | Landeswahlvorschlag | nachgerückt am 3. Juni 1926 für Julius Pölkow |
| Agnes Schmidt                 | 1875–1952   | KPD                    | 1                   | 1926 aus der KPD-Fraktion ausgeschieden, ab 1926 Mitglied der Kommunistischen Arbeitsgemeinschaft                                                           |
| Albert Schomberg              | 1875–1934   | Ordnungsbund (DVP)     | 3                   | Mitglied der Zentrumspartei, Hospitant der DVP-Fraktion |
| Hans Schreyer                 | 1886–1945   | KPD                    | 3                   | 1926 aus der KPD-Fraktion ausgeschieden, ab 1926 Mitglied der Kommunistischen Arbeitsgemeinschaft                                                           |
| Marie Schulz                  | 1882–1935   | Ordnungsbund (DDP)     | 2                   | |
| Hermann Schulze               | 1897–1967   | KPD                    | 2                   | |
| Karl Spiller                  | 1892–n.e.   | Deutschvölkische       | 2                   | nach Spaltung der Völkischen Fraktion im Sommer 1925 nicht Mitglied der DVFB-Fraktion, ab Ende 1925 Mitglied der NSDAP-Fraktion                             |
| Albin Tenner                  | 1885–1967   | KPD                    | 4                   | |
| Erich Theilig                 | 1886–1959   | Ordnungsbund (ThLB)    | 2                   | |
| Ernst von Thümmel             | 1871–1945   | Ordnungsbund (ThLB)    | Landeswahlvorschlag | |
| Robert Trautmann              | 1864–n.e.   | Ordnungsbund (ThLB)    | 4                   | nicht Mitglied des ThLB, nur Hospitant der ThLB-Fraktion |
| Richard Wenzel                | 1890–1929   | Ordnungsbund (ThLB)    | 3                   | |
| Erich Wernick                 | 1877–1956   | Ordnungsbund (ThLB)    | 3                   | |
| Georg Witzmann                | 1871–1958   | Ordnungsbund (DVP)     | 4                   | |
| Walter Wünsche                | 1890–1978   | Deutschvölkische       | 1                   | nach Spaltung der Völkischen Fraktion im Sommer 1925 nicht Mitglied der DVFB-Fraktion, ab Ende 1925 Mitglied der NSDAP-Fraktion                             |
| Richard Zimmermann            | 1876–1969   | KPD                    | 1                   | |